# سنتز ایندول رایسرت
سنتز ایندول رایسرت(به انگلیسی: Reissert indole synthesis) مجموعه ای از واکنش‌های شیمیایی است که برای سنتز ایندول یا مشتقات ایندول‌ها (۴ و ۵) از ارتو-نیتروتولوئن ۱ و دی‌اتیل‌اگزالات ۲، طراحی شده‌است.
تحقیقات نشان داده ‌است که پتاسیم اتوکسید در این واکنش نتایج بهتری نسبت به سدیم اتوکسید می‌دهد.